# 완다라는 이름의 물고기
《완다라는 이름의 물고기》(영어: A Fish Called Wanda)는 미국에서 제작된 찰스 크라이턴 감독의 1988년 하이스트 코미디 영화이다. 존 클리즈가 각본을 쓰고 제이미 리 커티스, 케빈 클라인, 마이클 페일린 등과 함께 출연하였다. 마이클 섐버그 등이 제작에 참여하였다.
이 영화는 전 세계에서 1억 8,800만 달러 이상의 수익을 올렸으며, 1988년 7번째로 높은 수익을 올린 영화가 되었다.
1989년 제61회 아카데미상에서 감독상, 각본상 후보에 오르고 케빈 클라인이 남우조연상을 수상하였다.
1997년 정신적 후속작인 《와일드 사파리》가 개봉하였다.

## 줄거리
런던을 기반으로 활동하는 갱스터 조지 토머슨은 말더듬증이 있는 동물 애호가인 오른팔 켄 파일과 함께 보석 강도 계획을 세운다. 여기에 두 미국인 즉 사기꾼 완다 거슈위츠와 과격한 영국 혐오자이자 무기 전문가인 오토 웨스트가 합류한다. 완다와 오토는 연인 사이이지만 완다가 켄과 조지를 매혹할 수 있도록 남매인 척한다.
강도 작전이 성공한 뒤 이들은 다이아몬드를 숨긴다. 하지만 완다와 오토는 조지가 경찰에 체포되게 만들고 다이아몬드를 둘이서 회수하려고 한다. 그 와중에 완다는 오토마저 뒤통수칠 궁리를 한다.
그러나 배신을 미리 눈치챘던 조지는 다이아몬드를 이미 안전 금고로 이동시키고 금고 열쇠는 켄에게 맡긴 상태. 완다는 켄이 이 열쇠를 어항에 숨기는 것을 보고 열쇠를 훔쳐 자신의 로켓 안에 숨긴다.
안전 금고 위치를 알아내기 위해 완다는 조지의 법정 변호사 아치 리치를 유혹하기로 한다. 권태로운 결혼 생활에 지쳐 있던 아치는 완다에게 금방 빠져들지만, 오토의 질투로 아치와 완다의 밀회는 번번이 실패한다. 완다가 실수로 아치의 집에 로켓을 두고 가자 아치의 아내 웬디는 이를 선물로 착각하고 기뻐한다. 완다는 아치에게 로켓을 되찾아 달라고 하지만, 웬디는 로켓을 포기하길 거부한다. 아치는 로켓이 사라진 변명 거리를 만들려고 집에 도둑이 든 것처럼 위장하려 하지만 이마저도 오토에게 방해받는다.
아치는 우여곡절 끝에 로켓을 되찾아 완다에게 돌려주지만 뜻밖의 방문객들에게 또 밀회를 방해받는다. 이를 계기로 아치는 자신이 완다가 원하는 것을 전부 충족시켜줄 수 없을 거라는 깨달음을 얻고 완다에게 결별의 뜻을 전한다. 직후 오토가 아치의 집을 찾아와 자신의 무례했던 행동들을 사과하고, 둘의 대화를 엿들은 웬디는 아치의 불륜을 알게 된다.
조지는 켄에게 국왕측이 확보한 유일한 강도 사건 목격자인 노파 아일린 코디를 제거하라고 지시한다. 켄은 여러 차례 시도하지만 매번 실패하고 대신 코디의 반려견들만 죽여 죄책감에 괴로워한다. 결국 마지막 반려견의 죽음으로 코디는 심근 경색으로 사망한다. 무죄로 풀려날 상황에 놓인 조지는 켄에게 다이아몬드 위치를 알려 주는데, 이를 알게 된 오토는 켄을 묶어 놓고 눈앞에서 그가 아끼는 열대어들을 한 마리씩 건져 먹어 치우며 고문한다. 완다라는 이름의 물고기 단 한 마리만 남았을 때 켄은 다이아몬드가 히스로 공항 근처 호텔에 있다고 털어놓지만 켄이 열쇠의 행방을 알지 못하자 오토는 완다마저도 삼켜 버린다.
오토가 완다에게 전화하자 완다는 자신이 열쇠를 갖고 있다고 시인한다. 둘이 다이아몬드를 안전히 차지하려면 조지가 감옥에 머물러 있어야만 하는 상황. 이를 위해 완다는 재판에서 피고측 증인으로 나왔음에도 조지에게 불리한 증언을 한다. 아치는 충격을 받아 질의를 버벅대다가 완다에게 “자기야”라고 부르고, 방청석에 있던 웬디는 이를 듣고 결혼 생활이 끝났다고 선언한다. 아치는 조지에게 형량을 줄여 주겠다고 구슬려 오토와 완다가 공범자이며 켄이 다이아몬드의 위치를 알고 있다는 사실을 듣는다. 아치는 법정에서 도망치는 완다를 자신의 차에 태운 뒤 완다에게 사랑한다고 말하고, 두 사람은 금세 다시 사이가 좋아진다. 경력과 결혼 모두 끝장나게 생긴 아치는 완다와 함께 다이아몬드를 훔쳐 남아메리카로 도망치기로 결심한다.
아치와 완다는 켄의 집으로 달려가지만 아치가 켄에게 다이아몬드의 위치를 캐묻는 사이 오토는 완다가 대기 중이던 아치의 차를 그대로 훔쳐 달아난다. 아치는 켄에게서 안전 금고가 공항 호텔에 있다는 정보를 간신히 얻어내고 켄과 함께 켄의 모페드를 타고 오토를 추격한다. 완다는 오토와 함께 다이아몬드를 되찾자마자 오토를 기절시키고 청소 도구함 안에 가둔다.
완다는 망설임 속에서 아치 없이 리우데자네이루행 비행기에 탑승한다. 정신을 차린 오토는 탑승권을 훔치고 활주로에서 아치와 대치한다. 오토가 아치를 총으로 쏴 죽이려는 순간 켄이 증기 롤러를 몰고 온다. 켄은 덜 마른 콘크리트를 밟아 움직이지 못하게 된 오토를 열대어들을 죽였던 것에 대한 복수로 깔아뭉개고, 그 순간 켄의 말더듬증이 완치된다. 아치가 완다에게 합류해 비행기에 탑승한 후 온몸이 콘크리트로 뒤덮힌 오토가 기적처럼 다시 나타나 비행기 창문에 매달리지만 비행기 이륙과 함께 떨어져 나간다.
에필로그에서 아치와 완다는 리우에서 결혼하여 17명의 자녀를 낳고 나환자촌을 세웠고, 켄은 시월드의 사회자가 되었으며, 오토는 남아프리카 공화국으로 이민해 법무부 장관이 되었다는 이야기가 이어진다.

## 출연진
- 존 클리즈 - 아치 리치 역
- 제이미 리 커티스 - 완다 거슈위츠 역
- 케빈 클라인 - 오토 웨스트 역
- 마이클 페일린 - 켄 파일 역
- 마리아 에이킨 - 웬디 리치 역
- 톰 조지슨 - 조지 토머슨 역
- 퍼트리샤 헤이스 - 아일린 코디 부인 역
- 제프리 파머 - 판사 역
- 스티븐 프라이 - 허치슨 역 (카메오 출연)

## 기타 제작진
- 협력 제작: 존 컴퍼트
- 미술: 로저 머리리치
- 조감독: 조너선 벤슨